# Ториса
Ториса (словац. Torysa) — село в Словаччині, Сабинівському окрузі Пряшівського краю. Розташоване в північно-східній частині Словаччини в Шариській височині в долині Ториси.
Уперше згадується у 1265 році.
У селі є римо—католицький костел з 1844 року в стилі класицизму.

## Населення
| Рік:            | 1994. | 2004.    | 2014.   | 2024.   |
| --------------- | ----- | -------- | ------- | ------- |
| Кількість осіб: | 1319  | 1470     | 1522    | 1653    |
| Різниця:        |       | +11,44 % | +3,53 % | +8,60 % |

| Рік:            | 2023. | 2024.   |
| --------------- | ----- | ------- |
| Кількість осіб: | 1639  | 1653    |
| Різниця:        |       | +0,85 % |

У селі проживає 1510 осіб.
Національний склад населення (за даними останнього перепису населення — 2001 року):
- словаки — 98,55 %,
- цигани — 1,01 %,
- українці — 0,14 %.

Склад населення за приналежністю до релігії станом на 2001 рік:
- римо-католики — 97,25 %,
- греко-католики — 0,80 %,
- православні — 0,07 %,
- не вважають себе вірянами або не належать до жодної вищезгаданої конфесії- 1,66 %

## Географія
Протікає Кучмановський потік.